# Bertrand Révillion
 (juillet 2023).
Il peut être nécessaire de l'améliorer pour respecter le principe de neutralité de point de vue. Veuillez consulter la page de discussion pour plus de détails.

 (janvier 2024).
Si vous disposez d'ouvrages ou d'articles de référence ou si vous connaissez des sites web de qualité traitant du thème abordé ici, merci de compléter l'article en donnant les références utiles à sa vérifiabilité et en les liant à la section « Notes et références ».
Bertrand Révillion, né en 1958 à Lille, est un journaliste français. 

## Biographie

### Presse écrite et édition
Philosophe, écrivain journaliste, éditeur, Bertrand Révillion a travaillé pour la presse écrite, l'audio-visuel et l'édition. Il collaboré au quotidien La Croix (Groupe Bayard), au quotidien régional Ouest France, à l'hebdomadaire La Vie (Groupe La Vie - Le Monde), ainsi qu'au mensuel Psychologies Magazine (groupe Lagardère Active). Il a dirigé  (1997 - 2011) comme Rédacteur en Chef, puis Directeur de la Rédaction le mensuel Panorama (Groupe Bayard).  
Bertrand Révillion a également était éditeur et a notamment  Directeur éditorial des éditions Médiaspaul. 

### Télévision
À partir de 1990, Bertrand Révillion a également collaboré à France 2, présentant l'émission "Parcours" où il recevait des personnalités du monde artistique et littéraire. Il a également collaboré au Département des opérations exceptionnelles de France 2, notamment dans le cadre duTéléthon. Il a  participé au lancement de la chaîne Kto. Bertrand Révillion a été Rédacteur en Chef de Télé Emploi sur l'ex réseau de La Cinq, puis Rédacteur en chef de TVFil78 la télévision locale de Saint-Quentin-en-Yvelines.

### Publications
Bertrand Révillion a réuni ses "conversations" avec des personnalités, dans plusieurs ouvrages, dont la série (3 tomes) Croire ou ne pas croire (Bayard). En 2012, il a publié Conversations Spirituelles (Médiaspaul) . Puis en 2014: Conversations spirituelles. Tome 2. (Médiaspaul). Sour le titre Ce qu'ils m'ont dit de Dieu (Médiaspaul), il a rassemblé en 2016 d'autres entretiens. 
Bertrand Révillion est également l'auteur de romans. En septembre 2014, il a publié : Dieu n'y peut rien - Tempête en Chartreuse (Cerf). Puis, en 2016 un second roman : Les Heures Claires - Dis, Grand Pa, tu y crois au Bon Dieu ? (Cerf). En janvier 2022 parait son troisième roman : La colère de l'archange aux éditions Salvator. 
Sources : "La correspondance de la Presse"(13 avenue de l'opéra 75001 Paris) Édition du 24 0412